# Задлог
Задлог (словен. Zadlog) — поселення на північному заході від с. Чрні Врх, в общині Ідрії, Регіон Горишка,  Словенія. Висота над рівнем моря: 714,9 м.